# Aurelio (Vorname)
Aurelio ist ein italienischer und spanischer männlicher Vorname. Er ist abgeleitet vom lateinischen Gentilnamen Aurelius. In der Schreibweise Aurélio ist es ein portugiesischer männlicher Vorname. Weibliche Formen des Namens sind Aurelia und Aurelie.

## Namensträger
- Aurelio Buletti (1946–2023), Schweizer Dichter und Schriftsteller
- Aurélio Buta (* 1997), portugiesisch-angolanischer Fußballspieler
- Aurelio Chiesa (* 1947), italienischer Filmregisseur und Drehbuchautor
- Aurélio Denegri (1840–1909), peruanischer Politiker
- Aurélio Granada Escudeiro (1920–2012), portugiesischer Geistlicher, römisch-katholischer Bischof von Angra
- Aurelio Galfetti (1936–2021), Schweizer Architekt und Universitätsprofessor
- Aurelio García Macías (* 1965), spanischer Geistlicher und Kurienbischof der römisch-katholischen Kirche
- Aurelio de’ Giorgi Bertola (1753–1798), italienischer Schriftsteller, Gelehrter, Übersetzer aus dem Deutschen, Historiker und Literaturkritiker
- Aurelio Grimaldi (* 1957), italienischer Filmregisseur, Drehbuchautor und Schriftsteller
- Aurélio Sérgio Cristóvão Guterres (* 1966), Politiker aus Osttimor (FRETILIN)
- Aurélio Buarque de Holanda Ferreira (1910–1989), brasilianischer Romanist und Lexikograf
- Aurelio Lampredi (1917–1989), italienischer Konstrukteur von Automobil- und Flugmotoren
- Aurelio De Laurentiis (* 1949), italienischer Filmproduzent und Fußballfunktionär
- Aurelio Lomi (1556–1623/24), italienischer Maler des späten Manierismus
- Aurelio Malfa (1942–2004), italienischer Schauspieler
- Aurélio Miguel (* 1964), brasilianischer Judoka, Olympiasieger 1988
- Aurelio Milani (1934–2014), italienischer Fußballspieler
- Aurélio Paz dos Reis (1862–1931), portugiesischer Pflanzenzüchter, Fotograf, Filmpionier und Filmregisseur
- Aurelio Peccei (1908–1984), italienischer Industrieller, Mitbegründer des Club of Rome
- Aurélio Freitas Ribeiro (* 1971), Politiker aus Osttimor (FRETILIN)
- Aurelio Rivera (* 1965), mexikanischer Fußballspieler
- Aurelio Roncaglia (1917–2001), italienischer Romanist und Mediävist
- Aurelio Sabattani (1912–2003), italienischer Geistlicher, Kurienkardinal der römisch-katholischen Kirche